# Ferdinand Johann Wiedemann
Ferdinand Johan Wiedemann (født 30. marts 1805, død 29. december 1887) var en estisk sprogforsker.
Wiedemann var født af tyske forældre i Haapsalu i Estland. Han virkede efter tilendebragte studier i Dorpat som lærer i klassiske sprog i Mitau fra 1830, fra 1837 ved Dorpats gymnasium samt fra 1857 som medlem af Videnskabsakademiet i Sankt Petersborg, hvor han repræsenterede den finsk-ugriske sprogforskning. Wiedemanns undersøgelser gælder til dels visse Østersøfinners, til dels fjernere finsk-ugriske stammers sprog. Hans produktion er 
overordentlig stor. Den bærer spor af at være udgået fra en flittig stuelærd og savner den friskhed, som en umiddelbar omgang med levende folk og sprog giver, men er desuagtet banebrydende for den finsk-ugriske sprogforskning.